# Tóth Ilona (úszó)
Tóth Ilona, 1934-től Kucsera Bertalanné, később Jünger Norbertné (Budapest, 1912. március 15. – ?) Európa-bajnoki bronzérmes úszó.

## Pályafutása
1926 és 1936 között a MÚE úszója volt. 1929 és 1935 között a válogatott keret tagja volt.
1930-ban 400 méter és 1932-ben 200 méter gyorsúszásban a táv első magyar bajnoka volt. 1930-ban az első magyar női úszó volt, aki 200 m gyorsúszásban három percen belül teljesítette a távot. 1933-ban 400 méter gyorson győzött a magyar bajnokságon, de nem számított bajnoknak, mert a szintidőt nem úszta meg.

## Sikerei, díjai
- Európa-bajnokság
  - 4×100 m gyors
    - 3.: 1931, Párizs (5:02.2)
- Magyar bajnokság
  - 100 m gyors
    - bajnok: 1929 (1:18.4), 1930 (1:16.2)
    - 2.: 1932 (1:18.0), 1933 (1:16.0)
    - 3.: 1931 (1:17.6), 1934 (1:16.4)

  - 200 m gyors
    - bajnok: 1933 (2:55.0), 1934 (2:52.2)

  - 400 m gyors
    - bajnok: 1930 (6:36.2), 1931 (6:29.2), 1932 (6:25.0), 1933 (6:25.0), 1934 (6:27.0), 1935 (6:32.4)

  - 4×100 m gyors
    - bajnok: 1930

  - folyamúszás
    - bajnok: 1935, 1936

## Rekordjai

### 100 m gyors
- 1:17,8 (1929. július 7., Bécs) országos csúcs (33 m)
- 1:16,4 (1930. augusztus 3., Budapest) országos csúcs
- 1:16,2 (1930. augusztus 17., Budapest) országos csúcs

### 200 m gyors
- 3:01,2 (1930. június 22., Budapest) országos csúcs
- 2:59,6 (1930. augusztus 19., Budapest) országos csúcs

### 400 m gyors
- 6:35,2 (1930. június 29., Budapest) országos csúcs
- 6:26,6 (1930. december 25., Budapest) országos csúcs (33 m)
- 6:18,0 (1931. január 11., Budapest) országos csúcs (33 m)
- 6:14,4 (1932. szeptember 10., Budapest) országos csúcs (33 m)
- 6:13,40 (1933. augusztus 20., Budapest) országos csúcs